# Oscar de Moya
Óscar de Moya (Bogotá, 1947 - Miami, 9 de noviembre de 2015) fue un actor y locutor colombiano.

## Biografía
Óscar de Moya nació en 1947 en Bogotá, donde estudió actuación y locución para radio y teatro, convirtiéndose en destacado locutor y actor de radio y televisión. La poderosa voz de Óscar de Moya llegó a ser reconocida en el mundo de la locución y la publicidaddurante las décadas de los 70, 80 y 90. 
Inició su carrera en 1970, con Gloria Gómez, quien interpretaba papeles infantiles en radionovelas. A comienzos de los 70, realizó en la cadena radial HJCK las radionovelas Los pobres también lloran, Arandú, Un hombre ha perdido su alma, El tono de tu piel y la famosa telenovela Simplemente María, entre otras, volviéndose popular al lado de actrices de la talla de Lucero Galindo, Margalida Castro y Teresa Gutiérrez.
En 1977, fue el galán de la telenovela Gabriela (telenovela de 1977), una coproducción con Venezuela, protagonizando al lado de la actriz Carmen Julia Álvarez.En 1979, protagonizó también Los Novios, junto a María Cecilia Botero y Armando Gutiérrez. Participó en series como La casa de las dos palmas (recordado por su papel del profesor Bastidas), al igual que en Una vida para amarte, Los pecados secretos y la afamada telenovela La abuela. 
Participó en muchas otras series, telenovelas, comedias y programas de televisión, como La ciudad grita, La vorágine, Sur verde (junto a Mª Angélica Mallarino), Pero sigo siendo El Rey, El Bogotazo y la exitosa serie Cascabel, junto a Julio Medina, Alicia de Rojas y Humberto Arango.
A comienzos de los 80, participó en una gran cantidad de episodios de las destacadas series Dialogando y Revivamos Nuestra Historia (recreación de sucesos de la historia colombiana, dirigido por Jorge Alí Triana), incluyendo el exitoso capítulo 'Bolívar, el hombre de las dificultades.'
Además de ser uno de los rostros favoritos de televisión colombiana en esos años, fue una de las voces más reconocidas en la Radio, estelarizando teleteatros, protagonizando algunos seriados del Teatro popular Caracol, haciendo el doblaje de muchas series y películas extranjeras, y participando en incontables anuncios publicitarios.
En 1984, fue diagnosticado con brucelosis por lo que se retiró parcialmente de la actuación, aunque con su inigualable voz siguió participando esporádicamente en obras de teatro, doblajes y producciones como la versión de Telemundo de Perro amor.
Se radicó en Miami en 2001 hasta el día de su muerte, el 9 de noviembre de 2015.
“Sin duda alguna se fue una de las más hermosas voces de este país. Un tremendo actor, un hombre maravilloso, divertido y elegante con quien trabajé muchas veces”, dice la actriz Margalida Castro.